# تحدي الإمارات
تحدي الإمارات هي بطولة غولف ضمن جولة التحدي، وهي الجولة الأوروبية الثانية لمحترفي الغولف للرجال، والتي أقيمت في أبو ظبي، الإمارات العربية المتحدة.
أقيمت البطولة لأول مرة في عام 2023، في نادي غولف شاطئ السعديات الذي صممه غاري بلاير. تُقام البطولة بالتزامن مع بطولة تحدي أبو ظبي، مع تخصيص 30 مكانًا لاتحاد الإمارات للغولف لكل حدث. وفي عام 2024، من خلال الفوز ببطولة الحمرا المفتوحة للهواة للرجال، حصل الهواة أوسكار كريغ البالغ من العمر 17 عامًا على مكان وتأهل مع زوج والدته تومي فليتوود كمساعد له.